# Ypthima nigricans
Ypthima nigricans är en fjärilsart som beskrevs av Pieter Cornelius Tobias Snellen 1890-1891. Ypthima nigricans ingår i släktet Ypthima och familjen praktfjärilar. Inga underarter finns listade i Catalogue of Life.